# 易楚寰
易楚寰（1987年8月31日—），台灣男子網球選手。

## 基本資料
- 綽號：小寶
- 生日：1987年8月31日
- 身高：180公分
- 體重：64公斤
- 學校：台北市立體育學院
- 贊助商：adidas

## 戰績
- 2003年亞青盃單、雙打亞軍
- 2004年瑞臺盃單、雙打冠軍
- 2004年澳洲網球公開賽青少年組前十六強
- 2004年ITF泰國（青少年二級）單、雙打冠軍
- 2004年ITF美國德州肯塔基（青少年一級）雙打冠軍
- 2004年美網青少年組雙打四強
- 2004年日本公開賽青少年組單、雙打四強

## 外部連結
- 易楚寰（英文/西班牙文）的官方資料
- 易楚寰的國際網球總會 職業／青少年 官方資料（英文）
- 易楚寰的官方資料（英文）